# Matilde Alvim
Matilde Alvim é uma ativista ambiental portuguesa, uma das responsáveis por organizar a greve climática estudantil (Fridays for Future) em Portugal. Matilde iniciou o seu ativismo para interromper a exploração de combustíveis fósseis, reivindicar a melhoria efetiva das redes de transportes públicos, reivindicar investimento na produção de energias renováveis e exigir que o prazo para a neutralidade carbónica, previsto para 2050, seja reduzido.
Como parte da Greve Climática Estudantil Portugal, Matilde organizou em 2019 quatro grandes manifestações em Lisboa, que mobilizaram mais de 12 mil manifestantes na capital portuguesa.

## Carta Aberta ao Ministro do Meio Ambiente
Em 03 de Dezembro de 2019, Matilde Alvim escreveu uma carta aberta o Ministro do Meio Ambiente de Portugal, a criticar as declarações do ministro sobre a posição privilegiada em que Portugal estaria frente à luta contra a emergência climática. Alvim criticou a construção do aeroporto do montijo, as dragagens no rio Sado, os furos do oeste e, por fim, o encerramento das centrais termoelétricas de Sines e do Pego sem uma transição energética e social justa para todos. Matilde classificou as falas e posições do ministro como "oportunismo político e a acção incongruente". 

## Receção de Greta Thunberg em Lisboa
No mesmo dia da publicação de sua carta aberta, Matilde Alvim recebeu Greta Thunberg na doca de Santo Amaro, em Lisboa, onde também dividiu palco com a ativista sueca e políticos portugueses. Em nome da Greve Climática Portugal, Matilde defendeu a neutralidade carbónica até 2030, o fim da exploração fóssil, a energia limpa e o cancelamento de novos projectos de aeroportos, como o do Montijo.